# Hållsta
Hållsta est une localité de Suède dans la commune d'Eskilstuna située dans le comté de Södermanland.
Sa population était de 910 habitants en 2019.